# Limba paștună
Limba paștună sau paștu, puștu (Naskh : پښتو‎ - IPA: [paʂ'to]), cunoscută și sub numele de limba afgană, este o limbă indo-europeană. Limba paștună este limba oficială și națională în Afganistan conform Constituției.

## Distribuția geografică
Din cei 38 de milioane de vorbitori, 27 de milioane trăiesc în nord-vestul Pakistanului , iar restul de 11 miloane în Afganistan (aprox. 60% din pop.), iar o mai mică parte în estul Iranului.

### Alfabetul paștun
Litere versiunii paștune a abjad-ului arab sunt următoarele:

ا ب پ ت ټ ث ج ځ چ څ ح خ د ډ ذ ر ړ ز ژ ږ

 س ش ښ ص ض ط ظ ع غ ف ق ک ګ ل م ن ڼ ه و ى ئ ي ې  ۍ 

### Litere specifice alfabetul paștun
Următoarele litere sunt specifice numai alfabetului paștun: 

 ټ، ځ، څ، ډ، ړ، ږ، ښ، ګ،
ڼ، ې ،ۍ 

### Cei cinci Yaas ai alfabetul paștun
ی، ي، ې، ۍ، ﺉ

### Alfabetul paștun latin
Alfabetul paștun latin se bazează pe următoarele 41 de litere:
Aa ( َ   ), Ââ (ا), Bb (ب), Cc (څ), Çç (چ), Dd (د), Ďď (ډ), DHdh (ذ), Ee (ې), Ëë (ہ), Ff (ف), Gg (ګ), Ģģ (غ), Hh (ه), Ii (ي), Jj (ژ), Kk (ک), Ķķ (خ), Ll (ل), Mm (م), Nn (ن), Ňň (ڼ), Oo (و), Pp (پ), Qq (ق), Rr (ر), Řř (ړ), Ss (س), Šš (ښ), Șș (ش), Tt (ت), Ťť (ټ), THth (ث), Uu ( ُ   or و), Vv (ب or و), Ww (و), Xx (ځ), XHxh (ج), Yy (ى), Zz (ز), Žž (ږ)